# Ягодне (Грачовський район)
Я́годне (рос. Ягодное) — село у складі Грачовського району Оренбурзької області, Росія.

## Населення
Населення — 393 особи (2010; 429 у 2002).
Національний склад (станом на 2002 рік):
- росіяни — 68 %